# Nicolas Todt
Nicolas Todt (Le Chesnay, 17 novembre 1977) è un procuratore sportivo e imprenditore francese, figlio dell'ex Team Principal Ferrari ed ex presidente FIA, Jean Todt.

## Biografia
Nicolas Todt è manager di diversi piloti, tra i quali Charles Leclerc e Mick Schumacher che corrono nella Formula 1, e di ex piloti che hanno corso nella massima serie come Pastor Maldonado e Felipe Massa. L'influenza di Todt su Felipe Massa viene considerata uno dei motivi principali del suo passaggio dalla Sauber alla Ferrari nel 2006.
Nel 2004 insieme a Frédéric Vasseur ha fondato il team ART Grand Prix, dove ha svolto il ruolo da direttore dal 2005 al 2018. In quel periodo ha portato il team a vincere cinque volte la classifica di team nel GP2 e otto volte nella GP3. A fine 2018 ha venduto le sue quote del team. 
Ha conseguito un master in management dalla Toulouse Business School.

## Carriera
Nicolas Todt nel 2021 è manager dei seguenti piloti:
- James Calado[4]
- Caio Collet[5]
- Charles Leclerc[6]
- José María López
- Felipe Massa
- Daniil Kvjat[7]
- Marcus Armstrong[8]
- Gabriele Minì[9]
- Mick Schumacher[10]

In passato è stato manager di:
- Alexandre Baron
- Jules Bianchi[11]
- Sébastien Bourdais
- Pastor Maldonado
- Aaro Vainio

## Palmarès come direttore dell'ART Grand Prix
- 4 Campionati team GP2 : 2005, 2006, 2009, 2015
- 4 Campionati team GP3 : 2012, 2016, 2017, 2018
- 4 Campionati piloti GP2 : 2005 (Rosberg), 2006 (Hamilton), 2009 (Hülkenberg), 2015 (Vandoorne),
- 1 Campionati piloti Formula 2: 2018 (Russell)
- 6 Campionati piloti GP3: 2010 (Gutiérrez), 2011 (Bottas), 2015 (Ocon), 2016 (Leclerc), 2017 (Russell), 2018 (Hubert)